# 平群豊麻呂
平群 豊麻呂（へぐり の とよまろ）は、奈良時代の貴族。氏は平羣、名は豊万呂とも記される。姓は朝臣。官位は正五位下・讃岐守。

## 経歴
元正朝末の養老7年（723年）正六位上から従五位下に叙爵。
聖武朝の神亀4年（727年）、従五位上に叙せられる。天平3年（730年）石上勝男・小野老らとともに正五位下になり(この時の史料には、「平群朝臣麻呂」と記されている）、同年ほどなくして讃岐守に叙任された。

## 官歴
『続日本紀』による。
- 時期不詳：正六位上
- 養老7年（723年） 正月10日：従五位下
- 神亀4年（727年） 正月27日：従五位上
- 天平3年（730年） 正月27日：正五位下。4月27日：讃岐守